# Talytha Pugliesi
Talytha Pugliesi (Valinhos, 25 de fevereiro de 1982) é uma modelo brasileira.

## Carreira
Iniciou sua carreira aos 15 anos. Foi descoberta pela agência Ford Models Brasil quando fazia um curso de dança de salão no Shopping Eldorado, na capital. Em menos de um ano de carreira, embarcou para uma temporada internacional no Japão, França e Nova York. Talytha já desfilou para as melhores grifes internacionais. O seu primeiro desfile no exterior foi para Christian Dior. Em 2002, foi a única modelo brasileira a fazer parte do desfile de alta costura do estilista Yohji Yamamoto. Já estrelou campanhas das grifes Celine, Valentino, Dior glasses, Chanel joias, L'Oreal e muitas outras. No Brasil, foi garota-propaganda da Ellus, da M. Officer e H.Stern. Desfilou para as mais importantes marcas do planeta fashion, além de ter sido fotografada para as revistas mais importantes do mundo, como Vogue Paris, Itália, Alemanha, Espanha, V e Número. Em 2007, de volta ao Brasil, a modelo, que morava em Paris, foi fotografada para as campanhas das marcas Via Uno e Smart Bag. No SPFW Verão 2013 e 2014 fez jornada dupla sendo modelo, desfilando para Neon e Lino Villaventura e apresentadora para o canal Glitz. Em 2016 entrou para o elenco da terceira temporada do reality show Saltibum.
Atualmente é representada pela agência Joy Model Management no Brasil.

## Vida pessoal
Em 1999 começou a namorar o arquiteto sérvio Michko Zivanovic, com quem se casou em 2007 e de quem se separou em 2011. Em 2014 começou a namorar o diretor cinematográfico Lucas Diego Lopez.